# Endotelinski receptor
Poznata su tri endotelinska receptora, ETA, ETB1 i ETB2. Oni su G protein-spregnuti receptori čija aktivacija dovodi do elevacije intracelularnog slobodnog kalcijuma.

## Klinički značaj
Ovaj receptor ima udela u ABCD sindromu i nekim formama Vardenburgovog sindroma.

## Literatura
1. ↑  Davenport AP (2002). „International Union of Pharmacology. XXIX. Update on endothelin receptor nomenclature”. Pharmacol. Rev. 54 (2): 219—26. PMID 12037137. doi:10.1124/pr.54.2.219.
2. ↑  Verheij JB, Kunze J, Osinga J, van Essen AJ, Hofstra RM (2002). „ABCD syndrome is caused by a homozygous mutation in the EDNRB gene”. Am. J. Med. Genet. 108 (3): 223—5. PMID 11891690. doi:10.1002/ajmg.10172.
3. ↑  Read AP, Newton VE (1997). „Waardenburg syndrome”. J. Med. Genet. 34 (8): 656—65. PMC 1051028 . PMID 9279758. doi:10.1136/jmg.34.8.656.

## Spoljašnje veze
- „Endothelin Receptors”. IUPHAR Database of Receptors and Ion Channels. International Union of Basic and Clinical Pharmacology. Архивирано из оригинала 04. 02. 2012. г.
- Endothelin+receptor на 